# Malarz Niobidów

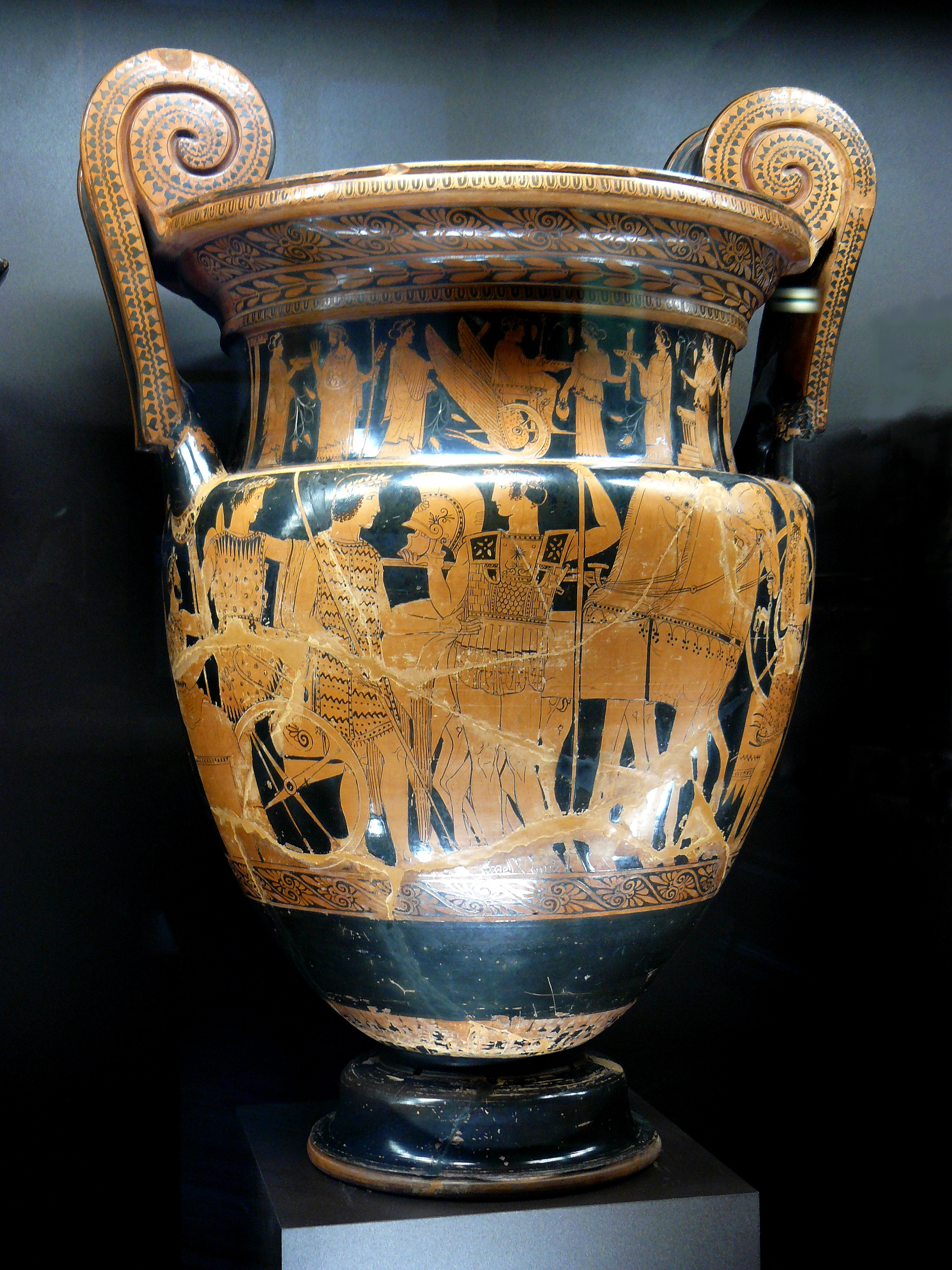
Krater wolutowy G 343 Malarza Niobidów (Muzeum Luwru)

Malarz Niobidów – starogrecki malarz ceramiki działający w II ćwierci V w. p.n.e. i tworzący w technice czerwonofigurowej. Umowne określenie anonimowego twórcy pochodzi od uznanego za jego dzieło krateru z wyobrażeniem zemsty Apollina i Artemidy na dzieciach królowej Niobe (Niobidach).

## Artysta i jego działalność
Twórczość jego przypada na początki dojrzałego okresu klasycznego w greckim malarstwie wazowym. Uważany za ucznia Malarza Berlińskiego, łączony jest również z twórczością Malarza Altamura, która (według Ernsta Buschora) znajduje odbicie we wczesnym okresie jego działalności. Późniejsze prace powstają już w attyckim stylu swobodnym.
Czynny był w Atenach w latach 470-445 p.n.e. John Beazley przypisywał mu 116 zdobionych naczyń (w połowie zachowanych tylko fragmentarycznie); nowsze opracowania wymieniają ok. 130 obiektów. Z reguły zdobił naczynia dużych wymiarów: kratery (kielichowe, wolutowe i dzwonowe), hydrie, amfory (głównie szyjowe) oraz dzbany-ojnochoe i pelike, pozwalające na większy rozmach artystyczny, czerpiący z ówczesnego greckiego malarstwa monumentalnego. Dominują przedstawienia wielofiguralne, często o znacznym zagęszczeniu postaci zachodzących wzajemnie na siebie. Mniejsze naczynia zdobią zręczne kompozycje trój- bądź dwupostaciowe.
Całość dorobku twórczego artysty rozkłada się na dwie fazy: poprzedzającą powstanie krateru Niobidów oraz późniejszą od niego. Do jego najbardziej oryginalnych uczniów należy Malarz Chicagowski. Z jego szkoły najpewniej wyszli także Malarz krateru 279 z Bolonii oraz Malarz (garncarza) Polignota.
Najwięcej okazałych i dobrze zachowanych dzieł Malarza Niobidów posiadają zbiory paryskiego Luwru, Muzeum Archeologicznego w Ferrarze i Muzeum Sztuk Pięknych w Bostonie.

## Eponimicznykrater

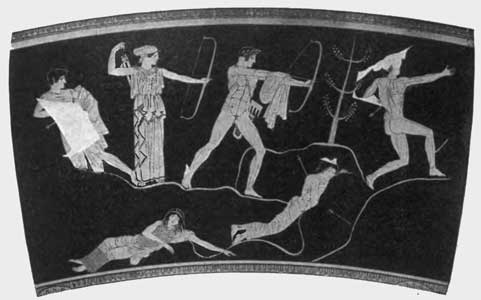
Tytułowa scena krateru z Orvieto

Naczynie, któremu artysta zawdzięcza swe miano, to duży krater kielichowy o wysokości 54 cm i średnicy 56 cm, odnaleziony w Orvieto i przechowywany obecnie w Luwrze pod numerem G 341. Pozyskano go w 1883 r. ze sławnych we Francji zbiorów hr. Tyszkiewicza. Dzieło datowane jest na ok. 455 r. p.n.e. Na stronie licowej przedstawiono Heraklesa i Argonautów wraz z opiekuńczą Ateną. Na odwrocie umieszczona jest inna mitologiczna scena, z dziećmi tebańskiej królowej Niobe ginącymi od strzał dzieci mściwej Latony – Artemidy i Apollina.

## Cechy twórczości
Od poprzednika – archaizującego Malarza Altamura, twórcę tego różni pełny klasycyzm wyrażający się między innymi w doborze tematów – ze szczególnym upodobaniem epickich i tragicznych, oraz w uwidocznianiu dramatycznego napięcia wyobrażanych postaci (E. Paribeni). Zdaniem P.E. Ariasa artystę tego można uważać za najwierniejszego interpretatora zaginionego ateńskiego malarstwa ściennego, które znał i oddawał z pełnią patosu oraz wspaniałością kreślonych postaci. Nawiązuje do niego również poprzez ulubione tematy mitologiczne, takie jak gigantomachia, centauromachia czy amazonomachia bądź pożar (złupienie) Troi. W jego twórczości widocznie odbijają się dokonania ówczesnych wielkich artystów malarstwa ściennego – Polignota z Tazos i Mikona, słynnych ze zdobień ateńskiego Portyku Malowanego (Stoa Poikile). W kompozycji jest to nowy sposób ukazywania perspektywy, zaś w psychologizacji przedstawień – dramatyzm wyrazu twarzy postaci. Najprawdopodobniej artysta zaczerpnął wzór z dzieł Polignota oglądanych w Atenach lub w Delfach.

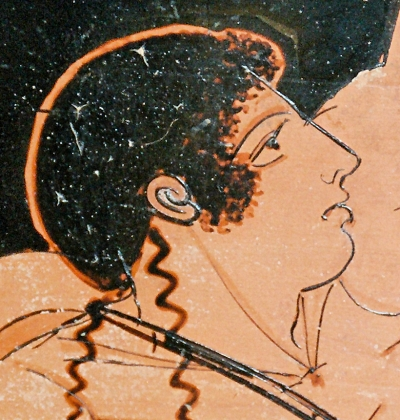
Głowa Tezeusza z grupy Argonautów na kraterze z Orvieto

M.L. Bernhard podkreśla, iż „na niektórych wazach Malarza Niobidów zostały zastosowane innowacje Polignota w ustawieniu postaci na różnych poziomach”. Twórca próbował w ten sposób zaznaczyć trójwymiarowość sceny, wyróżniając plan pierwszy, dalszy oraz tło, co dobrze widoczne jest w scenie śmierci Niobidów.  Ten nowy sposób oddawania perspektywy malarz wspomagał zaznaczaniem nierówności terenu liniami falistymi, ponadto głębię obrazu stwarzał poprzez częściowe przysłonięcie postaci owymi nierównościami. Do cech szczególnych artysty należy także ujmowanie postaci w pozie 3/4.
Natomiast dramatyzm przedstawianych sytuacji oddawał swoistym wyrazem starannie opracowanego oblicza, zwłaszcza ust i oczu. W dojrzałej fazie twórczości typowe dla niego są twarze pozbawione dawniejszej sztywności, ruchliwe, pełne dramatycznego przeżycia.